# Triodia (plante)
Pour les articles homonymes, voir Triodia.
Genre
Classification phylogénétique
Le genre Triodia est un genre de la famille des Poaceae (Graminées), endémique et largement répandu en Australie. Il est communément appelé spinifex quoiqu'il ne fasse pas partie de cet autre genre de Poaceae qui ne pousse que dans les régions côtières.
Ce genre comprend environ 40  espèces. Ce sont des plantes vivaces qui poussent dans les régions australiennes arides.
L'« herbe porc-épic » (Triodia irritans) est si dure qu'elle peut percer un réservoir de voiture, et si sèche que le contact avec des pots d'échappement l'enflamme.

## Utilisations
Ces plantes jouaient un grand rôle chez les aborigènes australiens qui ramassaient les graines, les écrasaient et les consommaient sous forme de pain de brousse. Ils utilisaient la résine pour faire de la colle, et faisaient brûler des plantes, qui dégagent en brûlant une épaisse fumée noire, pour communiquer entre eux.
Des chercheurs de l'université du Queensland ont mis au point un procédé pour extraire la nanocellulose de la plante pour fabriquer des préservatifs ou des gants chirurgicaux très fins en l'utilisant comme additif au latex.

## Sous-espèces
Selon World Checklist of Selected Plant Families (WCSP) (15 juillet 2016) :
- Triodia acutispicula Lazarides (1997)
- Triodia aeria Lazarides (1997)
- Triodia angusta N.T.Burb. (1946)
- Triodia aristiglumis (Lazarides) Lazarides (1997)
- Triodia aurita Lazarides (1997)
- Triodia barbata R.L.Barrett & M.D.Barrett (2011)
- Triodia basedowii E.Pritz. (1918)
- Triodia biflora Lazarides (1997)
- Triodia bitextura Lazarides (1997)
- Triodia brizoides N.T.Burb. (1946)
- Triodia bromoides (F.Muell.) Lazarides (1997)
- Triodia bunglensis (S.W.L.Jacobs) Lazarides (1997)
- Triodia burbidgeana S.W.L.Jacobs (1992)
- Triodia bynoei (C.E.Hubb.) Lazarides (1997) ; syn. Plectrachne bynoei C.E.Hubb.
- Triodia caelestialis G.Armstr. (2008)
- Triodia claytonii Lazarides (2002)
- Triodia compacta (N.T.Burb.) S.W.L.Jacobs (1992)
- Triodia concinna N.T.Burb. (1960)
- Triodia contorta (Lazarides) Lazarides (1997)
- Triodia cremnophila R.L.Barrett & M.D.Barrett (2011)
- Triodia cunninghamii Benth. (1878)
- Triodia danthonioides (F.Muell.) Lazarides (1997)
- Triodia desertorum (C.E.Hubb.) Lazarides (1997)
- Triodia dielsii (C.E.Hubb.) Lazarides (1997)
- Triodia epactia S.W.L.Jacobs (1992)
- Triodia fissura Barrett, Wells & Dixon (2005)
- Triodia fitzgeraldii C.A.Gardner ex N.T.Burb. (1946)
- Triodia gracilis (Lazarides) Crisp & Mant (2015)
- Triodia helmsii (C.E.Hubb.) Lazarides (1997)
- Triodia hubbardii N.T.Burb. (1960)
- Triodia inaequiloba N.T.Burb. (1960)
- Triodia integra Lazarides (1997)
- Triodia intermedia Cheel, Kongl. Svenska Vetensk. Acad. Handl., n.s. (1919)
- Triodia inutilis N.T.Burb. (1953)
- Triodia irritans R.Br. (1810) (herbe porc-épic)
- Triodia lanata J.M.Black (1916)
- Triodia lanigera Domin, J. Linn. Soc. (1912)
- Triodia lanosa (Lazarides) Crisp & Mant (2015)
- Triodia latzii Lazarides (1997)
- Triodia longiceps J.M.Black (1930)
- Triodia longiloba Lazarides (1997)
- Triodia longipalea Lazarides (1997)
- Triodia marginata N.T.Burb. (1953)
- Triodia melvillei (C.E.Hubb.) Lazarides (1997)
- Triodia microstachya R.Br. (1810)
- Triodia mitchellii Benth. (1878)
- Triodia molesta N.T.Burb. (1953)
- Triodia pascoeana B.K.Simon (1992)
- Triodia plectrachnoides N.T.Burb. (1953)
- Triodia plurinervata N.T.Burb. (1960)
- Triodia procera R.Br. (1810)
- Triodia prona Lazarides (1997)
- Triodia pungens R.Br. (1810) ; syn. Plectrachne pungens (R.Br.) C.E.Hubb.
- Triodia racemigera C.A.Gardner (1952)
- Triodia radonensis S.W.L.Jacobs (1992)
- Triodia rigidissima (Pilg.) Lazarides (1997) ; syn. * Plectrachne rigidissima (Pilg.) C.E.Hubb.
- Triodia roscida N.T.Burb. (1953)
- Triodia salina Lazarides (1997)
- Triodia scariosa N.T.Burb. (1953)
- Triodia schinzii (Henrard) Lazarides (1997) ; Plectrachne schinzii Henrard
- Triodia secunda N.T.Burb. (1946)
- Triodia spicata N.T.Burb. (1953)
- Triodia stenostachya Domin (1915)
- Triodia stipoides (S.W.L.Jacobs) Crisp & Mant (2015)
- Triodia tomentosa S.W.L.Jacobs (1992)
- Triodia triaristata Lazarides (1997)
- Triodia triticoides C.A.Gardner (1952)
- Triodia uniaristata (Lazarides) Lazarides (1997)
- Triodia vella Lazarides (1997)
- Triodia wiseana C.A.Gardner (1942)